# Anablepsoides mazaruni
Anablepsoides mazaruni är en fiskart som beskrevs av Myers 1924. Arten ingår i släktet Anablepsoides, och familjen Rivulidae. Inga underarter finns listade i Catalogue of Life.